# Alexander Nebrig
Alexander Nebrig (* 1976 in Strausberg) ist ein deutscher Germanist.

## Leben
Nach dem Abitur 1996 studierte er ab 1997 Neuere Deutsche Literaturwissenschaft, Romanistik, Slavistik in Freiburg, Bordeaux und an der Freien Universität Berlin (2003 M. A.). Nach der Promotion (2003–2006) an der Ludwig-Maximilians-Universität München und der École des hautes études en sciences sociales in Paris sowie der Habilitation 2012 vertrat er von 2014 bis 2018 Professuren in Heidelberg, Lausanne und Mainz. Seit 2018 ist er Professor für Neuere Deutsche Literaturwissenschaft an der Heinrich-Heine-Universität Düsseldorf.

## Schriften (Auswahl)
- Dezenz der klassischen Form. Goethes Übersetzung von Diderots „Le neveu de Rameau“. Laatzen 2006, ISBN 3-86525-208-7.
- Rhetorizität des hohen Stils. Der deutsche Racine in französischer Tradition und romantischer Modernisierung. Göttingen 2007, ISBN 3-8353-0205-1.
- Die Physiologin Margarete Traube-Mengarini (1856–1912). Hannover 2012, ISBN 978-3-86525-259-3.
- Disziplinäre Dichtung. Philologische Bildung und deutsche Literatur in der ersten Hälfte des 20. Jahrhunderts. Berlin 2013, ISBN 3-11-031428-2.